# Ian Gillan & Tony Iommi: WhoCares
Ian Gillan & Tony Iommi: WhoCares — альбом-компиляция, выпущенный в 2012 году в рамках совместного музыкального проекта Яна Гиллана и Тони Айомми — Whocares, создан при помощи разных музыкантов, для сбора денежных средств в помощь музыкальной школе в г. Гюмри, Армения.
Помимо Гиллана и Айомми, в составлении диска приняло большое количество музыкантов, включая таких известных как Джон Лорд (Deep Purple), Джейсон Ньюстед (Metallica), Нико Макбрэйн (Iron Maiden) и Микко Линдстрём (HIM).
Многие критики говорят об альбоме как о коллекционном издании, в связи с тем, что он содержит старые песни в редком звучании или исполнении. Альбом выпущен 13 июля 2012 в Европе и 28 августа 2012 в Северной Америке.
В дополнение к 2 новым песням (ранее вышедшим на сингле Out of My Mind) альбом содержит классические песни различных групп и много редкого или ранее не издававшегося материала.
К моменту выхода диска двое из его участников (Дио, Джон Лорд) умерли.

## Список композиций

### Диск 1
1. WhoCares — Out of My Mind
2. Black Sabbath — Zero the Hero
3. Ian Gillan feat. Tony Iommi, Ian Paice, Roger Glover — Trashed
4. Michalis Rakintzis feat. Ian Gillan — Get Away (впервые на CD Гиллана)
5. Tony Iommi feat.Glenn Hughes — Slip Away (редкая запись)
6. Ian Gillan — Don’t Hold Me Back
7. Ian Gillan — She Thinks It’s a Crime (би-сайд 7" сингла, впервые на CD)
8. Repo Depo feat. Ian Gillan — Easy Come, Easy Go (ремикс 2012 года, ранее не издававалось)
9. Deep Purple feat. Ronnie James Dio — Smoke on the Water (концертная запись с Лондонским симфоническим оркестром)

### Диск 2
1. WhoCares — Holy Water
2. Black Sabbath — Anno Mundi
3. Tony Iommi feat. Glenn Hughes — Let It Down Easy (редкая запись)
4. Ian Gillan — Hole In My Vest (би-сайд 7" сингла, впервые на CD)
5. Ian Gillan & Roger Glover feat. Dr. John — Can’t Believe You Wanna Leave Me
6. Ian Gillan & The Javelins — Can I Get a Witness
7. Garth Rockett & Moonshiners AKA IG — No Laughing In Heaven (редкая запись с уничтоженного CD)
8. Ian Gillan — When a Blind Man Cries (Live at Absolute Radio) (ранее не издававалось)
9. Deep Purple — Dick Pimple (ранее не издававшийся студийный джем-сейшн)

## Места в хит-парадах
| Charts                          | Peak position |
| ------------------------------- | ------------- |
| Австралия                       | 26            |
| Французское сообщество Бельгии  | 184           |
| Фландрия (историческая область) | 193           |
| Германия                        | 60            |
| Норвегия                        | 29            |
| Швеция                          | 26            |